# 近頭帕海膽
近頭帕海膽（學名：Plegiocidaris）是一屬已滅絕的海膽，其化石主要分布在北美。牠們呈圓形並且微扁的體殼是由五對窄小的步帶骨板柱和五對寬闊的間步帶組成，而間步帶又是由帶有突出刺瘤的大骨板組成，刺瘤上長有巨大的棘刺。頂部的孔是頂盤。近頭帕海膽生活在多岩石的海底，以海藻為食。

## 外部連結
- Plegiocidaris （页面存档备份，存于） in the Paleobiology Database